# Terre Aurunche
Terre Aurunche è un olio di oliva a denominazione di origine protetta. L'olio prende il nome dalla varietà di oliva sessana, originaria della zona di Sessa Aurunca, in provincia di Caserta.

## Zona di produzione
L'area geografica di produzione comprende per intero i territori comunali di Caianello, Carinola, Cellole, Conca della Campania,
Falciano del Massico, Francolise, Galluccio, Marzano Appio, Mignano Monte Lungo, Mondragone, Rocca D'Evandro, Roccamonfina, San Pietro Infine, Sessa Aurunca, Sparanise, Teano, Tora e Piccilli.